# Wan Jiyuan
Wan Jiyuan (xinès simplificat: 万济圆, pinyin: Wàn Jìyuán; Heilongjiang, Xina, 13 de juliol de 2002) és una jugadora de bàsquet xinesa, especialitzada en bàsquet 3x3.

## Biografia
Va guanyar la medalla de bronze al Campionat de bàsquet femení asiàtic sub-16 de 2017 amb la selecció xinesa.
Als Jocs Olímpics d'estiu de 2020 de Tòquio, obté la medalla de bronze amb la selecció xinesa, quedant classificades darrere dels equips dels EUA (or) i de l'equip ROC (plata). La selecció xinesa va estar formada per: Wan Jiyuan, Wang Lili, Yang Shuyu i Zhang Zhiting.
Al Mundial FIBA de bàsquet 3x3 del 2023, celebrat a Viena, va formar part de la selecció xinesa, que quedà en quarta posició.